# Popis stanovništva u Bosni i Hercegovini 1879.
Prvi popis stanovništva u Bosni i Hercegovini izvršile su 1879. godine austro-ugarske vlasti. Prema popisu stanovništva na površini od 51.246 km2, 1879. godine u Bosni i Hercegovini živjelo je 1.158.440 stanovnika. 
- Broj stanovnika: 1.158.440
- Broj stanovnika ženskog spola: 550.651 (-57.138)
- Broj stanovnika muškog spola: 607.789
- Broj žena u odnosu prema broju muškaraca 906 : 1000
- Broj domaćinstava: -
- Veličina prosječnog domaćinstva: - člana/domaćinstvu
- Gustoća naseljenosti: 22,6 stanovnika/km2
- Prosječna starost žena: - godina
- Prosječna starost muškaraca: - godina

## Ukupni rezultati po vjerskoj pripadnosti
Na popisu stanovnika 1879. godine popisivala se vjerska, a ne nacionalna pripadnost. Podaci iz knjige "Bosnien-Herzegowina in der österreichisch-ungarischen Epoche (1878-1918)", razlikuju se u nekim pojedinostima od podataka Agencije za statistiku Bosne i Hercegovine. Tako je npr. ukupan broj stanovnika u Bosni i Hercegovini 1.158.164
| \| Vjeroispovjest \| Broj \| Udio \| \| grčki pravoslavci 1 \| 496.485 \| 42,88 % \| \| muslimani 2 \| 448.613 \| 38,73 % \| \| rimokatolici \| 209.391 \| 18,08 % \| \| židovi \| 3.426 \| 0,29 % \| \| ostali \| 249 \| 0,02 % \| | 1 Do popisa 1905. godine popisivani kao grčki pravoslavci 2 Do 1901. godine službeno ime Muhammedaner, njemački: (muhamedanci), odnosi se na pripadnike islamske vjeroispovjesti. Izraz se može često naći i danas u sredstvima javnog izvještavanja (novinama i televiziji) u Austriji pogotovo ako se radi o vremenina austro-ugarske vladavine u Bosni i Hercegovini. Često se veže s riječju Bosniaken, njemački: (Bošnjaci), te se i time razgraničava od danas korištene riječi "Bosnier", njemački: (Bosanac), koji označava osobu s bosanskim državljanstvom. |         |
| Izvod iz popisa stanovništva BiH 1879. godine | |         |
| Vjeroispovjest | Broj | Udio    |
| grčki pravoslavci 1 | 496.485 | 42,88 % |
| muslimani 2 | 448.613 | 38,73 % |
| rimokatolici | 209.391 | 18,08 % |
| židovi | 3.426 | 0,29 %  |
| ostali | 249 | 0,02 %  |

## Vanjske poveznice
- Scribd  Arhivirana inačica izvorne stranice od 19. veljače 2021. (Wayback Machine) Popis stanovništva u Bosni i Hercegovini 1879.